# ノモイ諸島
ノモイ諸島（英語: Nomoi Islands）は太平洋ミクロネシア連邦のカロリン諸島の環礁群を纏めて呼ぶ名称。モートロック諸島としてよく知られている。これらの環礁はチューク州に属している。
チューク環礁の端から南東250kmほどの位置にある。
最大の環礁は南部のサタワン環礁であり、北にエタール環礁、北東にルクノール環礁が存在する。これら2つの環礁はサタワンから10km以内の範囲に存在する。
西洋人による発見は1528年で、スペインの探検家アルバロ・デ・サアベドラ＝イ＝セロンによって行われた。その後、ジェームズ・モートロック（James Mortlock）が1795年11月19日及び27日に2個の島を再発見し、このことからモートロック諸島と呼ばれるようになった。また、第一次世界大戦後に日本の委任統治領となった。
カロリン諸島の一部であるモートロック諸島はノモイ諸島を含むだけでなく、北部モートロック諸島としてロサップ環礁、ナモ島、ナモルク環礁なども含む。

## 註
1. ↑  “Oceandots - Satawan”. 2010年12月23日時点のオリジナルよりアーカイブ。2015年12月4日閲覧。
2. ↑  “Oceandots - Etal”. 2010年12月23日時点のオリジナルよりアーカイブ。2014年8月13日閲覧。
3. ↑  “Oceandots - Lukunor”. 2010年12月23日時点のオリジナルよりアーカイブ。2011年12月6日閲覧。
4. ↑  Riesenberg, Saul H., "Six Pacific Islands Discoveries", The American Neptune, Oct. 1974, p.249
5. ↑  The tale of the discovery of the two sets of “Mortlock Islands” Mariner’s Mirror, Journal of the Society for Nautical Research, May 2002